# Виллы Бордигеры (Моне, Орсе)
«Виллы Бордигеры» (фр. Les Villas à Bordighera) — картина французского художника Клода Моне, написанная в 1884 году. Находится в собрании музея Орсе (Париж).
Картина написана Моне в его студии в Живерни в 1884 году на основе меньшей картины, выполненной на этом месте. Она представляет собой почти квадратное декоративное панно, изображающее пейзаж Итальянской Ривьеры в Бордигере с прилегающей частью (башней) Виллы Бишоффсхайм (или Виллы Этелинда).